# Oliver Klemet
Oliver Klemet (Bad Homburg, 18 de marzo de 2002) es un deportista alemán que compite en natación, en la modalidad de aguas abiertas.
Participó en los Juegos Olímpicos de París 2024, obteniendo una medalla de plata en la prueba de 10 km. Ganó tres medallas en el Campeonato Mundial de Natación entre los años 2022 y 2025.

## Palmarés internacional
| Juegos Olímpicos   | Juegos Olímpicos    | Juegos Olímpicos  | Juegos Olímpicos |
| Año                | Lugar               | Medalla           | Prueba           |
| ------------------ | ------------------- | ----------------- | ---------------- |
| 2024               | París (Francia)     | Medalla de plata  | 10 km            |
| Campeonato Mundial |                     |                   |                  |
| Año                | Lugar               | Medalla           | Prueba           |
| 2022               | Budapest (Hungría)  | Medalla de oro    | Equipo mixto     |
| 2023               | Fukuoka (Japón)     | Medalla de bronce | 10 km            |
| 2025               | Singapur (Singapur) | Medalla de oro    | Equipo mixto     |